# Péptido relacionado con el gen de la calcitonina
El péptido relacionado con el gen de la calcitonina (conocido también por el acrónimo CGRP, derivado del inglés calcitonin gene related peptide) es un miembro de la familia de péptidos denominados calcitoninas. En lo seres humanos se halla en dos formas, la α-CGRP y la β-CGRP. La α-CGRP es un péptido de 37 aminoácidos que se forma por el splicing alternativo del gen calcitonina/CGRP localizado en el cromosoma 11. La forma menos estudiada, β-CGRP, difiere de la anterior en tres aminoácidos y está codificada por un gen separado pero vecino al previamente descrito.
CGRP es uno de los péptidos más abundantes producidos tanto en las neuronas centrales como en las periféricas. Además, es uno de los péptidos vasodilatadores más potentes y puede funcionar en la transmisión del dolor.
En la migraña y en otros tipos de patologías, como la insuficiencia cardíaca y la hipertensión, los niveles de CGRP incrementan. La evidencia preclínica sugiere que durante la migraña las neuronas del ganglio de Gasser liberan CGRP desde las terminaciones nerviosas localizadas dentro de las meninges. Este CGRP luego se asocia y activa receptores CGRP localizados alrededor de los vasos meníngeos lo que causa vasodilatación. De hecho, el papel de CGRP en la patofisiología de la migraña se ha comprobado a través de la administración intravenosa de alfa-CGRP, procedimiento que indujo dolor de cabeza en individuos susceptibles.